# Francesco Nannetti
Francesco Nannetti (Monghidoro, 25 novembre 1926 – Busto Arsizio, 3 luglio 1956) è stato un carabiniere italiano.

## Biografia
Nato a Monghidoro nel 1926, si arruolò nell'Arma dei Carabinieri a vent'anni, ed operò dal 1953 presso la Compagnia Carabinieri di Busto Arsizio, in servizio alla squadra di Polizia Giudiziaria della Procura della Repubblica.
Il 3 luglio 1956, quando ricopriva la carica di Brigadiere dei Carabinieri, fu chiamato ad intervenire sul luogo di un omicidio nella centralissima Via Cavour di Busto Arsizio. Dando prova di sprezzo del pericolo, affrontò l'assassino e fu colpito in varie parti del corpo. Morì quello stesso giorno all'Ospedale di Busto Arsizio.
Fu decorato di Medaglia d'Oro al Valor Civile e di Medaglia d'Argento al Valor Militare per l'atto di eroismo compiuto.

## In memoria
Il Comune di Busto Arsizio, nel 1962, gli intitolò una via nella zona dell'Ospedale.
In via Cavour , al civico 2, é presente una targa che commemora il suo sacrificio. 